# 十津川索道
十津川索道（とつかわさくどう）は、かつて存在した物資専用索道会社。和歌山県伊都郡高野町高野山と奈良県吉野郡野迫川村とを結んだ。他に同年に開通した和歌山県橋本市と野迫川村を結んだ紀和索道などについても記述する。

## 概要

### 十津川索道
1922年（大正11年）に開通。路線は高野山大門から野迫川村上垣内とを結んだ。高野山の大門には麓の九度山町椎出から来る貨物専用索道・高野索道の駅があり、この2つの索道を利用して野迫川村西部へ物資供給と搬出が行われた。この索道では、生活物資の他に凍り豆腐（高野豆腐）の原料ともなる大豆が運び込まれ、野迫川村で生産された凍り豆腐が運び出された。索道は単線式だった。撤去時期不明。

### 紀和索道
同年には、橋本より野迫川村中・柞原（ほそはら）とを結ぶ紀和索道も開通している。紀和索道は1945年（昭和20年）に原動所が破損して運転不能となったが、応急修理で間に合わせ1950年（昭和25年）まで稼働した。用途は十津川索道と同じだったようである。

### その他
この他、北今西林業索道が、1912年（大正元年）に野迫川村弓手から和歌山県花園との間にあり、20年間ほど利用されていた。

### 高野豆腐と索道
野迫川村は、奈良県南西部に位置し隣接する高野山と近い。また寒冷地のため凍り豆腐を生産することができたが、冬季の副業的な凍り豆腐作りが行われていた程度で、本格的に生産が始まるのは江戸時代末期頃。以降、生産高は増えてゆき、明治に入ると中国東北部（満州）や朝鮮から大豆を輸入するほど活発に凍り豆腐が生産された。明治後期には平野部での人工高野豆腐の生産が始まり、また原材料の高騰などにより不振となったが、天然ものの方が風味がよいということで再び注目され製造が活発となり村の主要産業となる。しかし、生産量を増やすにしても橋本駅や高野口駅などから原材料の大豆を馬や牛の背に載せて険しい山道を経て運び込まなければならなかった。このような背景もあって索道設置の理由の一つともなった。
なお、野迫川村での凍り豆腐の生産のピークは、大正末から1935年（昭和10年）までで戦後の一時を除いて衰退し、1953年（昭和28年）の紀州大水害で村内も被害を受け、生業としては成り立たなくなり、過去のものとなった。